# جايسون بيري
جايسون بيري (بالإنجليزية: Jason Perry)‏ (2 أبريل 1970 المملكة المتحدة - ) هو لاعب كرة قدم بريطاني يلعب كمدافع.

## روابط خارجية
- جايسون بيري على موقع قاعدة بيانات كرة القدم.إي يو (الإنجليزية)
- جايسون بيري على موقع Soccerbase.com (لاعب) (الإنجليزية)